# Asesinato de John F. Kennedy

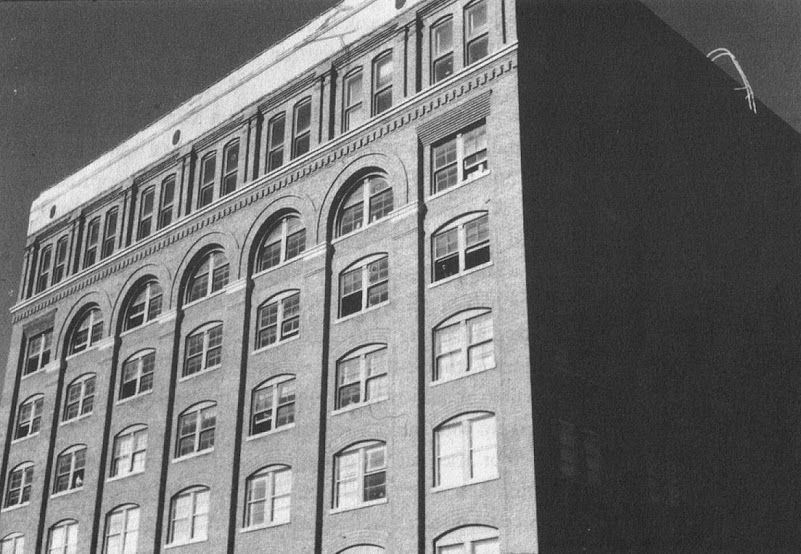
Foto del depósito de libros de Dealey segundos después de los disparos donde se puede ver una persona arriba a la derecha del edificio

El asesinato de John F. Kennedy, trigésimo quinto presidente de los Estados Unidos, fue un magnicidio ocurrido el viernes 22 de noviembre de 1963, en Dallas (Texas, Estados Unidos) a las 12:30 p. m., hora estándar del centro (18:30 UTC). Kennedy fue mortalmente herido por disparos mientras circulaba en el coche presidencial en la plaza Dealey. Fue el cuarto presidente de EE. UU. asesinado en el cargo (anteriormente lo fueron Abraham Lincoln, James A. Garfield y William McKinley) y el octavo y último en morir en el cargo.
Tres investigaciones oficiales concluyeron que Lee Harvey Oswald, un empleado del almacén  fue el asesino. Una de ellas concluyó que Oswald actuó solo y otra sugirió que actuó al menos con otra persona más. El asesinato todavía está sujeto a especulaciones, es origen de un gran número de teorías conspirativas.

## El asesinato de Kennedy
| Cronología 22 de noviembre de 1963 (todas las horas son en CST) - 11:39 - El avión del presidente Kennedy aterriza en Dallas. - 11:54 - La comitiva del presidente abandona el aeropuerto y se dirige a las calles de Dallas. - 11:54/12:29 - La comitiva circula por las calles de Dallas. - 12:29 - Entrada de la comitiva en la Plaza Dealey. - 12:30 - Se producen 3 disparos contra el presidente. - 12:31 - El policía Marrion Baker, de la comitiva del presidente, entra en el edificio del Almacén de Libros de Texto de Texas, en el cruce de las calles Elm y Houston. En la planta segunda ve a un hombre tomando un refresco de las máquinas, es Lee Harvey Oswald; el intendente del edificio, Mr. Truly, declara que lo conoce y dejan a Oswald en el 2.º piso, subiendo a las plantas superiores. - 12:33 - Oswald sale sin dificultad por la puerta principal y se dirige a una parada de autobús en una calle cercana. - 12:38 - La limusina del presidente llega al Parkland Hospital. - 12:40 - Oswald toma el autobús en el cruce de las calles Elm y Murphy. - 13:00 - El equipo médico del Parkland Hospital declara oficialmente la muerte del presidente Kennedy. - 13:15 - El agente de policía J. D. Tippit es asesinado presuntamente por Oswald. - 13:22 - La policía encuentra en el 6.º piso del Almacén de Libros de Texto de Texas el rifle Carcano que se usó para disparar al presidente. - 13:38 - Se anuncia oficialmente la muerte del Presidente Kennedy. - 13:50 - Oswald es arrestado en un teatro. - 14:20 - El cuerpo de Kennedy es llevado al Air Force One. |

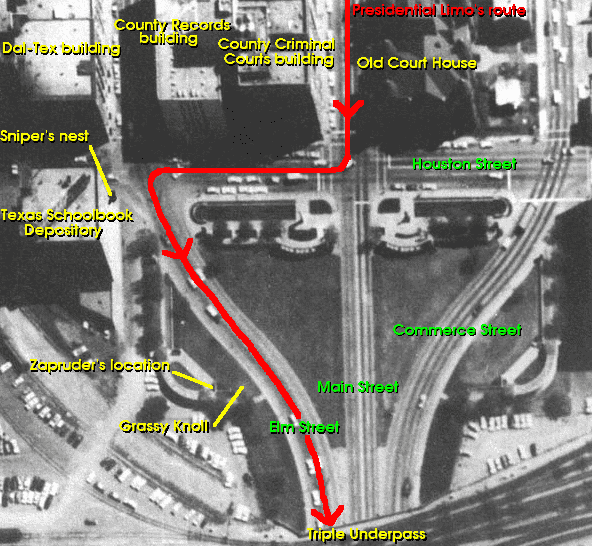
Plano de la Plaza Dealey y la ruta de la comitiva presidencial

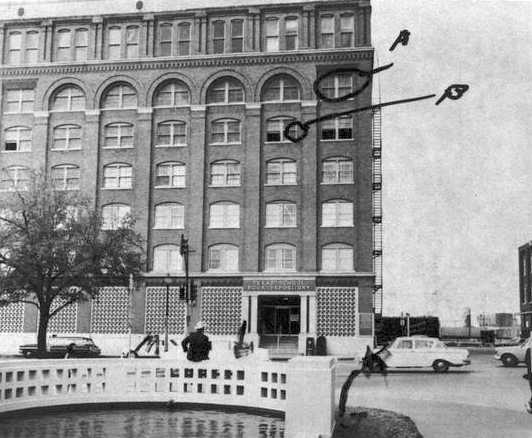
Foto del depósito de libros de Dealey mostrando el sexto piso.

Kennedy se levanta temprano el día 22 de noviembre y pronuncia el que sería su último discurso en vida, luego aborda un Lincoln Continental blanco y se dirigen hasta la Base Aérea de Carswell para abordar el avión presidencial.
A las 11:40 el Air Force One aterriza en el aeropuerto Dallas Love, después de un corto vuelo de 13 minutos que ha realizado desde Fort Worth. La comitiva presidencial aborda un Lincoln X-100 (denominado en clave SS-100-X por el servicio secreto) se pone en marcha hacia el centro de la ciudad de Dallas. 
En el asiento del chofer un agente-conductor y de acompañante otro agente de seguridad. En los asientos contiguos el gobernador Connally, a la derecha, y su esposa. En los asientos traseros, Kennedy, a la derecha, y su esposa. El automóvil va sin la capota transparente.
Durante el trayecto, la comitiva tiene que realizar varias paradas para que el presidente salude a la gente. 

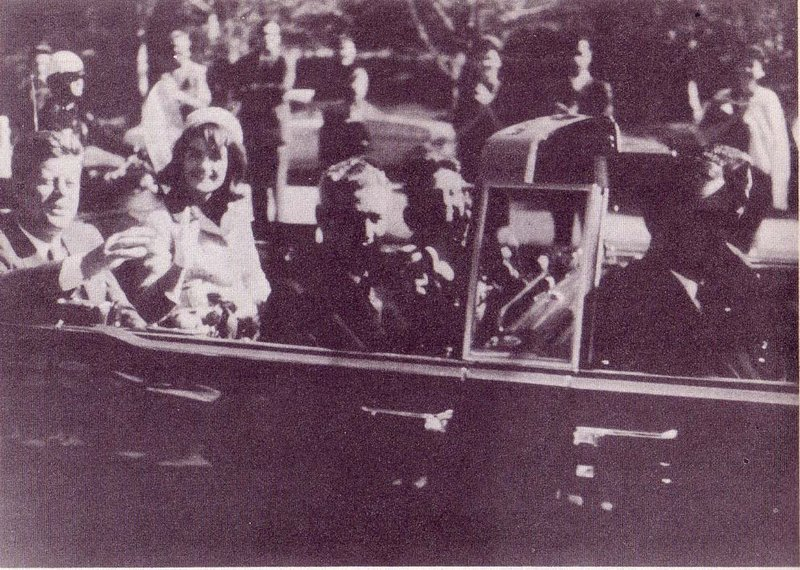
Foto tomada un segundo antes del primer disparo.

Inmediatamente después del segundo disparo, Kennedy aprieta sus manos delante de su cara y cuello.

A las 12:30 entra en la Plaza Dealey y avanza por la calle Houston, en ese momento lleva seis minutos de retraso. En la esquina de la calle Houston con la calle Elm, la comitiva debe realizar un giro de 120 grados a la izquierda, lo que obliga a la reducción de la velocidad de la limusina tras pasar por la Calle Elm, que queda frente al edificio del Almacén de Libros Escolares de Texas, a una distancia de 20 metros nada más se hizo el primer disparo de tres que supuestamente haría Lee Harvey Oswald.  
Disparo a disparo
Se calcula que en ese momento la comitiva iba a una velocidad de 55 kilómetros por hora. 
La Comisión Warren concluyó posteriormente que el primero de los tres disparos no impactó en el coche sino en la acera. Casi todos están de acuerdo que Kennedy recibió dos disparos y que uno de esos disparos le impactó en la cabeza y fue mortal.
El primer disparo fue desviado por un semáforo y rebotó en el cemento llegando a herir levemente al testigo James Tague. 3,5 segundos después se produce el segundo disparo que llega a Kennedy por detrás en su espalda y sale por su garganta, Kennedy se lleva ambas manos a su garganta levantando sus codos mientras su esposa lo observa atónita. El gobernador Connally sale herido por atrás por este disparo.
Pasado el segundo disparo, el presidente aún con ambas manos en su garganta deja de saludar al público girando hacia la izquierda y su esposa tira de él para recostarlo sobre el asiento acercándose con la cabeza de su esposa al lado de la suya.
Sobreviene el fatal tercer disparo y ocurre 4,8 segundos después del primer disparo, justo cuando el auto pasa frente a la pérgola de hormigón. Cuando ocurre el tercer disparo, este impacta en forma visible y de lleno en el hueso parietal derecho de la cabeza de Kennedy, Jackie Kennedy suelta súbitamente a su esposo quien se recuesta hacia el lado izquierdo, mientras esta se abalanza a horcajadas a la parte trasera del auto. La esposa del gobernador se tira al suelo y suelta unas flores.
Un ciudadano, Abraham Zapruder, que filmaba la comitiva presidencial, logró captar nítidamente en su película el momento en que Kennedy es alcanzado por dos de los tres disparos. Esta película es parte del material de prueba que la Comisión Warren utilizó en su investigación del asesinato.
Según la investigación llevada a cabo por la Comisión Warren, Lee Harvey Oswald, presunto autor de los disparos, habría usado un fusil de cerrojo Carcano M91/38 de fabricación italiana, con mira telescópica. Para haber podido realizar dichos disparos con tanta certeza, el asesino tendría que haber tenido experiencia como francotirador.

## Otros heridos
El gobernador de Texas,  John Bowden Connally Jr. quien iba en el mismo coche, sentado adelante del presidente, también fue gravemente herido, pero sobrevivió. Su herida ocurrió casi a la vez que el primer disparo que impactó sobre Kennedy (teóricamente como resultado de la misma bala, lo que ha dado pie a la existencia de llamada teoría de la bala mágica). Al parecer la acción de su esposa de recostarlo sobre sus piernas ayudó a salvar su vida dado que evitó  en mayor medida el neumotórax producido por la herida. 
James Tague, un espectador y testigo del asesinato, también recibió una pequeña herida en la parte derecha de su cara, estaba situado a 82 metros frente al sitio donde Kennedy fue alcanzado.

## Kennedy es declarado oficialmente muerto
Tras el tiroteo, el Lincoln abandonó, ya sí, a toda prisa el lugar. «El resto del camino fui abrazada a John, sujetándole la cabeza para impedir que se le saliera el cerebro», relataría más tarde la esposa del presidente. Después de una frenética carrera, JFK y el gobernador de Texas son sacados del coche a la puerta del hospital Parkland. Aunque no había ninguna esperanza, los doctores James Carrico y Malcom Perry, los primeros en atenderle, por ese orden, no dudaron en intentar lo imposible. Para reavivar el pulso y la respiración decidieron practicarle una traqueotomía aprovechando la herida de la bala en la garganta de Kennedy, la única visible, además del espantoso destrozo de la cabeza. Fue inútil, porque aunque le hubieran devuelto las constantes tenía medio cerebro fuera del cráneo y ya no existía actividad neuronal, como comprobaría el neurocirujano Kemper Clark. Alrededor de 40 minutos después, se abandonó todo intento y se consensuaron las 13:00, hora de Dallas, como el momento de defunción de JFK. El gobernador Connally fue operado dos veces de urgencia ese día.

### La autopsia
Después del aterrizaje del avión presidencial (Air Force One) en la Base Aérea de Andrews, a las afueras de Washington D. C., el cuerpo de Kennedy fue trasladado al Hospital Naval de Bethesda para su autopsia.
La autopsia fue realizada por tres médicos de la Armada con treinta oficiales militares como testigos. Dos agentes retirados del FBI que estaban presentes declararon que Kennedy tenía una gran herida en el lado derecho de la cabeza, otra herida de aproximadamente 14 centímetros debajo del cuello de su chaqueta, por encima del lado derecho de la columna, y una tercera herida en la cara anterior de su garganta en el borde inferior de la nuez de Adán (La Comisión Warren realizó esta misma información). El informe del FBI sobre la autopsia fue realizado por los agentes especiales Sibert y O'Neill.  Archivado el 31 de octubre de 2009 en Wayback Machine.
Varias fotos y radiografías fueron realizadas durante la autopsia (varias de ellas desaparecieron de los informes oficiales). Las fotos de la autopsia, preparadas por Assassination Records and Review Board, se se pueden ver aquí Archivado el 29 de agosto de 2008 en Wayback Machine. y aquí.

## El funeral

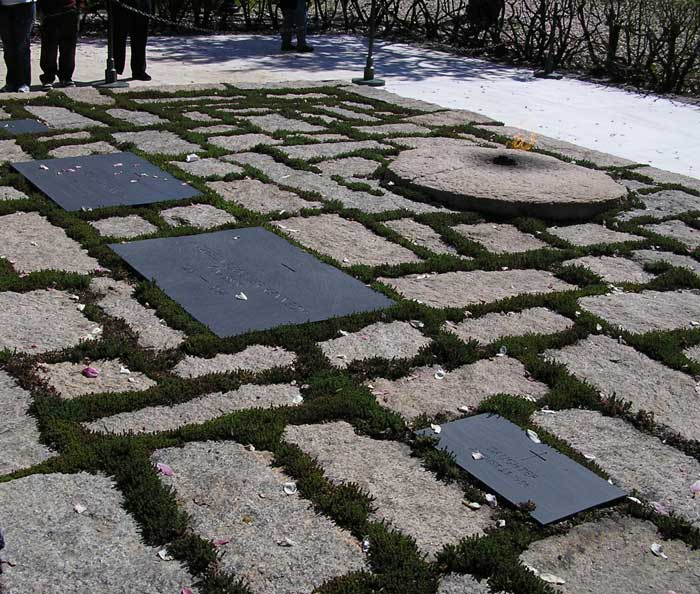
Tumba de John F. Kennedy.

Después de la autopsia en el Hospital Naval de Bethesda, el cuerpo de Kennedy fue preparado para el entierro y trasladado a la Casa Blanca y expuesto en la Sala Este durante 24 horas. El domingo siguiente al asesinato, cubierto con la bandera de EE. UU., fue trasladado al Capitolio para una vista pública. En todo el día y noche, cientos de miles de personas visitaron el féretro.
Representantes de 90 países, incluyendo la Unión Soviética, asistieron al funeral el 25 de noviembre (día del tercer cumpleaños de su hijo JFK Jr.). Después del funeral, realizado en la Catedral de St. Matthew, fue trasladado en carro de caballos al Cementerio de Arlington donde fue enterrado.
También, durante su Funeral, fue interpretado "El Duelo de la Patria", obra del costarricense Rafael Chávez Torres.
El funeral fue oficiado por el arzobispo de Boston, el cardenal Richard Cushing, amigo personal de Kennedy, quien había casado a John y Jacqueline Kennedy y bautizó a sus dos hijos y quien también había oficiado el funeral de su hijo Patrick (fallecido quince semanas antes que su padre).

## Lee Harvey Oswald
Lee Harvey Oswald fue detenido ochenta minutos después del asesinato del oficial de policía de Dallas, J.D. Tippit, y fue acusado de la muerte de Tippit y de Kennedy a última hora de la tarde del día 22 de noviembre. Oswald negó siempre haber disparado contra el presidente. El caso de Oswald nunca fue juzgado porque dos días más tarde, mientras era trasladado y custodiado por la policía, Jack Ruby un gánster de Dallas le disparó y lo mató.

## Investigaciones oficiales

### Policía de Dallas
Después de la detención de Lee Harvey Oswald y la recogida de pruebas físicas en la escena del crimen, a las 22.30 CST 22 de noviembre (04:30 UTC 23 de noviembre) se ordena al Jefe de la Policía de Dallas Jesse Curry por gente de Washington, según sus propias palabras, enviar todo el material al cuartel general del FBI, pero no a Oswald. Describió que había casquillos del mismo calibre en una ventana a más de 1500 metros de distancia.

### Investigación del FBI
El FBI fue la primera autoridad en completar una investigación oficial. El 9 de diciembre de 1963, solo 17 días después del asesinato, el informe del FBI fue entregado a la Comisión Warren. El informe estableció que solo tres disparos fueron realizados: el primero impactó sobre el presidente Kennedy, el segundo en el gobernador Connally, y el tercero en la cabeza del presidente, matándolo. El FBI concluyó que Lee Harvey Oswald hizo los tres disparos.

### La Comisión Warren

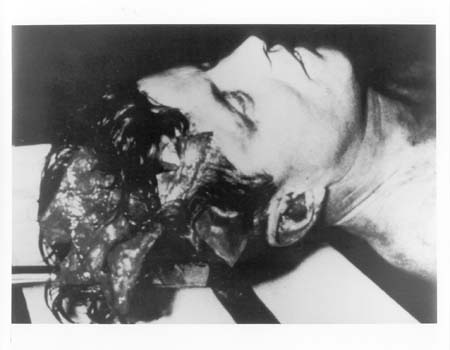
Foto de la cabeza de JFK después de la autopsia.

La primera investigación oficial del asesinato fue establecida por el presidente Lyndon B. Johnson el 29 de noviembre de 1963, una semana después del asesinato. Fue presidida por Earl Warren jefe de la Corte Suprema de los Estados Unidos, conocida universalmente (pero no oficialmente) como la Comisión Warren.
El informe final de la comisión fue publicado en septiembre de 1964, después de 10 meses de investigación. El informe concluyó que no podía encontrar evidencias persuasivas de una conspiración interna o exterior que implicara a otras personas, grupos o países, y que Lee Harvey Oswald actuó solo.
Sin embargo mucha evidencia se ha acumulado en torno a la posibilidad de una conspiración. El mismo hecho de que Lee Harvey Oswald fuera un agente de la CIA se ha estudiado en varias oportunidades. Se inició con Victor Marchetti, quien en su libro Cult of Intelligence describió los programas de agentes dobles en los que se habría encuadrado Oswald.

### Comité Selecto de la Cámara sobre Asesinatos
El Comité Selecto de la Cámara de Representantes sobre Asesinatos (U.S. House of Representatives Select Committee on Assassinations) o (HSCA) fue creado en 1976 para investigar los asesinatos de John F. Kennedy y del Dr. Martin Luther King Jr.. Las investigaciones del comité duraron hasta 1978 y en 1979 emitieron el informe final.
El HSCA concluyó en su informe de 1979, entre otras cosas, que el presidente John F. Kennedy fue probablemente asesinado como resultado de una conspiración. El Comité concluyó además que cuatro disparos fueron efectuados y que el tercer disparo fue de un segundo asesino localizado en el Montículo de hierba pero falló. El Departamento de Justicia, FBI, CIA, y la Comisión Warren fueron severamente criticados por su pobre desempeño en las investigaciones llevadas a cabo y el Servicio Secreto fue tildado de deficiente en su protección al Presidente.

## Teorías sobre el asesinato de JFK
- Investigaciones oficiales 
  - 1964 Conclusiones del informe de la Comisión Warren
  - 1978 Conclusiones HSCA (Comité Selecto de la Cámara sobre Asesinatos o House Select Committee on Assassinations)
  - 1998 Conclusiones de la ARRB (en preparación)
- Teorías de conspiración
  - 1967 La investigación de Jim Garrison.
  - 1963-1999 Otras teorías de conspiración.

### Supuesta confesión de E. Howard Hunt
E. Howard Hunt, miembro importante de la CIA, confesó en su lecho de muerte, según su hijo, la supuesta verdadera trama que envuelve este magnicidio. Según Hunt, el 36º presidente de los Estados Unidos, Lyndon B. Johnson, habría sido el autor intelectual del asesinato, ansioso de conseguir el poder tras dos años como vicepresidente y viendo cómo las posibilidades de suceder a Kennedy se desvanecían. El asesinato habría sido planificado por ciertos agentes de la CIA que estaban en contra de Kennedy, como el propio Hunt o Cord Meyer, cuya esposa tenía un amorío con el entonces presidente. El francotirador habría sido un asesino a sueldo de la CIA proveniente de la mafia corsa llamado Lucien Sartí. Sin embargo, la viuda de Hunt y otros hijos refutaron estas afirmaciones, sugiriendo que los hijos manipularon la pérdida de lucidez de su padre para obtener ganancias financieras y fabricaron su confesión. El material proporcionado por los hijos fue considerado "no concluyente" por el Los Angeles Times.

## Otros protagonistas

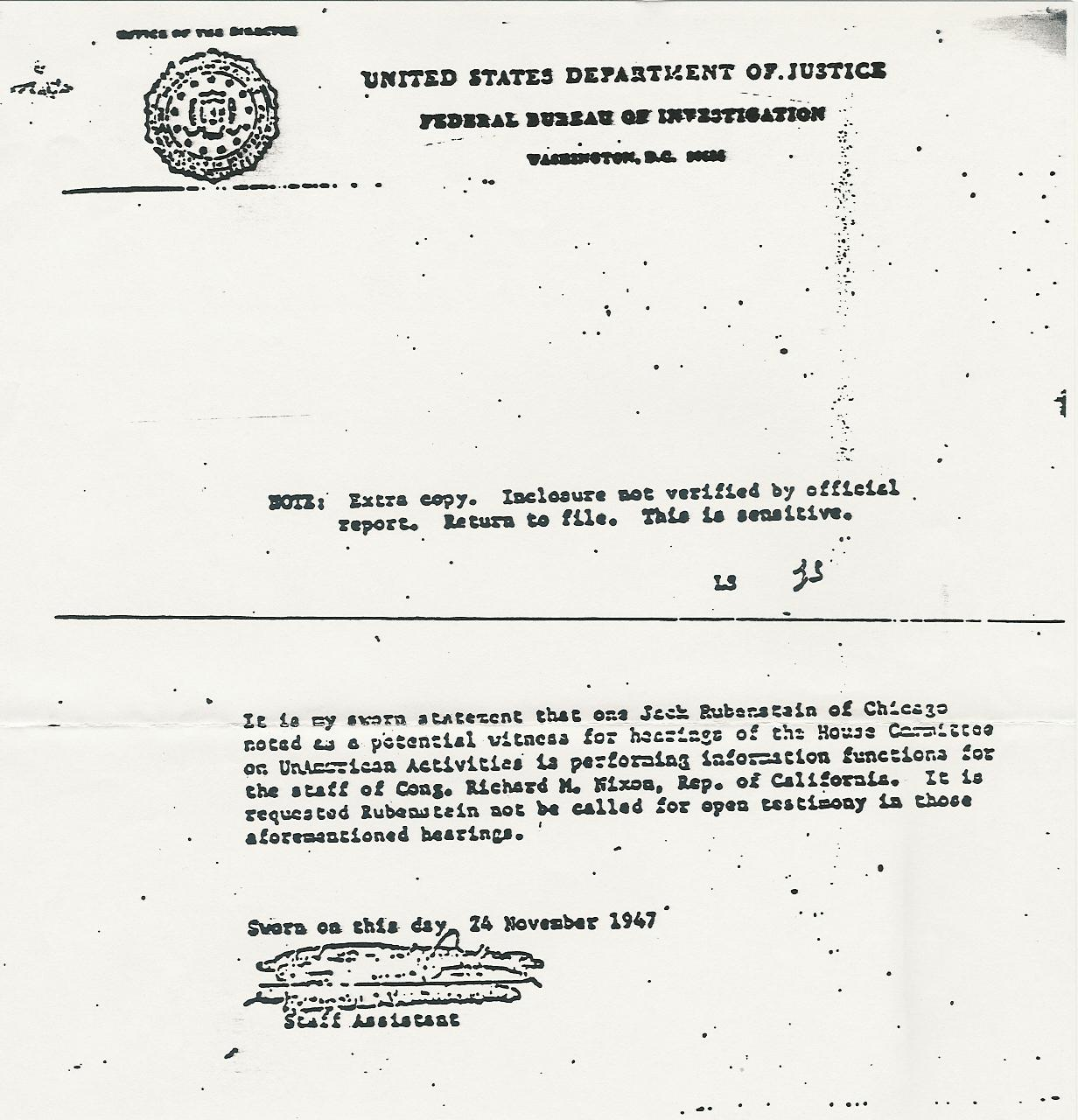
Memorándum del Departamento de Justicia de Estados Unidos en la que se recomienda rechazar como testigo a Jack Ruby por ser un empleado del entonces congresista Richard Nixon.

- J.D. Tippit: Policía de Dallas tiroteado por Oswald en el barrio de Oak Cliff después del atentado.
- Capitán W. Fritz: Capitán de la Policía de Dallas encargado de la investigación.
- Jack Rubenstein: empresario de salas de baile y asesino de Oswald. Jack Ruby ya era conocido por las autoridades en 1947 cuando sirvió de testigo a Richard Nixon durante la caza de brujas de McCarthy. Un documento del FBI de 1947 recomienda que un individuo llamado Jack Rubenstein (nombre de pila) no debería ser llamado a declarar ante el Comité de Actividades Antinorteamericanas ya que trabajaba para el congresista Richard Nixon.[9][10] De acuerdo a la Comisión Warren, Ruby tenía conexiones con Oswald, la mafia o políticos estadounidenses.
- Lyndon B. Johnson: 36.º presidente de los Estados Unidos
- Jim Garrison: fiscal de Nueva Orleans. En 1967 llevó a cabo una investigación sobre una posible conspiración para asesinar a Kennedy, llevada al cine en 1991 por Oliver Stone.
- James Files: El 22 de marzo de 1994 este individuo se autoinculpó[11] de haber sido quien disparó desde el montículo de hierba.
- Richard Nixon
- Organizaciones soviéticas y Fidel Castro
- El FBI y la CIA

## Similitudes con otras muertes presidenciales en el cargo
Los presidentes de EE. UU elegidos en intervalos de 20 años, particularmente aquellos que ganaron elecciones celebradas en años terminados en cero, solían tener como trágica coincidencia el que fallecían en el desempeño del cargo. La serie de casos se inició en 1841 con William Henry Harrison (elegido en 1840) y continuó con Abraham Lincoln (1860) en 1865, Garfield (1880) en 1881, McKinley (1900) en 1901, Harding (1920) en 1923, Roosevelt (1940) en 1945, con lo que el asesinato de John F. Kennedy (1960) no hizo más que continuar este patrón, siendo su deceso el séptimo consecutivo. La serie solo se rompió con Ronald Reagan, elegido en 1980, quién sobrevivió a un disparo en marzo de 1981 y pudo terminar su mandato en 1989, y con George W. Bush, elegido el 2000, a quien se intentó asesinar a con una granada en el 2005, pero que pudo terminar en 2009, siendo hasta el momento las dos excepciones. Este patrón de muertes presidenciales es conocido como Maldición de Tecumseh.
Después del asesinato de JFK, se han creado muchas falsas similitudes con el de Abraham Lincoln (véase Coincidencias entre Lincoln y Kennedy).